# Daydream Nation
| 전문가 평가                   | 전문가 평가 |
| 평가 점수                     | 평가 점수   |
| 출처                          | 점수        |
| ----------------------------- | ----------- |
| AllMusic                      | [ 1 ]       |
| Blender                       | [ 2 ]       |
| Chicago Tribune               | [ 3 ]       |
| The Guardian                  | [ 4 ]       |
| Pitchfork                     | 10/10       |
| Rolling Stone                 | [ 6 ]       |
| The Rolling Stone Album Guide | [ 7 ]       |
| Spin                          | [ 8 ]       |
| Spin Alternative Record Guide | 10/10       |
| Uncut                         | [ 10 ]      |

《Daydream Nation》은 미국의 얼터너티브 록 밴드 소닉 유스의 다섯 번째 스튜디오 음반으로, 1988년 10월 18일에 발매되었다. 밴드는 1988년 7월부터 8월 사이 뉴욕의 그린 스트리트 레코딩 스튜디오에서 이 음반을 녹음했으며, 에니그마 레코드를 통해 더블 음반으로 발매되었다.
《Daydream Nation》은 발매 이후 비평가들의 광범위한 찬사를 받았고, 소닉 유스가 메이저 레이블과 계약을 맺는 계기가 되었다. 이 음반은 1988년 최고의 음반들을 꼽는 비평가들의 연말 리스트에서 높은 순위를 차지했으며, 《빌리지 보이스》의 연례 패즈 & 잡 투표에서 2위에 올랐다. 이후 《Daydream Nation》은 소닉 유스의 최고 작품으로 널리 간주되며, 역사상 가장 위대한 음반 중 하나로 평가받고 있다. 특히 얼터너티브 록과 인디 록 장르에 깊은 영향을 끼쳤다. 2005년에는 미국 의회도서관에 의해 국립녹음등재목록에 보존 대상으로 선정되었다.

## 배경
소닉 유스는 일반적으로 서스턴 무어가 멜로디 아이디어와 코드 진행을 가져오면, 밴드가 수개월에 걸쳐 이를 완성된 곡으로 발전시키는 방식으로 곡 작업을 진행했다. 이전 음반들과 달리 곡을 압축하거나 간소화하지 않고, 《Daydream Nation》의 작곡 과정에서는 일부 곡이 30분이 넘는 잼 세션으로 이어질 정도로 길게 구성되었다. 헨리 롤린스를 비롯한 여러 친구들이 밴드의 즉흥적인 라이브 연주를 높이 평가하며, 그 느낌이 음반에는 담기지 않는다고 말하자, 밴드는 이를 반영하고자 했다. 무어가 작곡에 몰두하면서 결국 이 음반은 더블 음반으로 확장될 수밖에 없었다.
소닉 유스는 뉴욕의 그린 스트리트 지하 스튜디오에서 《Daydream Nation》을 녹음했다. 이 스튜디오의 엔지니어 닉 산사노는 원래 힙합 아티스트들과 작업하던 인물로, 소닉 유스에 대해 잘 알지는 못했지만 밴드의 강렬한 사운드를 알고 있었다. 그는 퍼블릭 에너미의 〈Black Steel in the Hour of Chaos〉와 롭 베이스 & DJ 이지 록의 〈It Takes Two〉에서 자신이 작업한 음원을 들려주었고, 밴드는 그 사운드를 받아들였다. 소닉 유스는 1988년 7월 중순부터 시작해 그린 스트리트의 스튜디오 A를 3주간 예약했으며, 하루 스튜디오 사용료로 1,000달러 (2024년 기준 약 2,659달러)를 지불했다. 이는 그들이 당시까지 음반 녹음에 사용한 비용 중 가장 높은 금액이었다.
밴드가 곡 작업에 많은 준비를 기울인 덕분에 녹음 과정은 효율적으로 진행되었다. 그러나 녹음 후반부에는 급하게 진행되었는데, 이는 밴드의 영국 레이블인 블래스트 퍼스트의 대표 폴 스미스가 마스터링 일정을 8월 18일로 정해두었기 때문이었다. 이러한 시간적 압박으로 인해 킴 고든은 자신의 일부 보컬 테이크에 만족하지 못했다. 밴드는 세 곡으로 구성된 〈Trilogy〉의 마스터링을 다음 날 아침에 완료하기 위해 밤을 새워 최종 믹스를 완성했다. 최종적으로 이 음반에는 3만 달러 (2024년 기준 약 79,765달러)의 제작비가 들었으며, 서스턴 무어는 이를 두고 "우리의 첫 번째 비 저예산 음반"이라고 표현했다.

## 곡 목록
모든 곡들은 소닉 유스 (서스턴 무어, 킴 고든, 리 레날도, 스티브 셸리)에 의해 작곡하였다.
| #  | 제목              | 작사 | 리드 보컬  | 재생 시간 |
| -- | ----------------- | ---- | ---------- | --------- |
| 1. | 〈Teen Age Riot〉 | 무어 | 고든, 무어 | 6:57      |
| 2. | 〈Silver Rocket〉 | 무어 | 무어       | 3:47      |
| 3. | 〈The Sprawl〉    | 고든 | 고든       | 7:42      |

| #  | 제목                  | 작사   | 리드 보컬 | 재생 시간 |
| -- | --------------------- | ------ | --------- | --------- |
| 4. | 〈'Cross the Breeze〉 | 고든   | 고든      | 7:00      |
| 5. | 〈Eric's Trip〉       | 레날도 | 레날도    | 3:48      |
| 6. | 〈Total Trash〉       | 무어   | 무어      | 7:33      |

| #   | 제목           | 작사        | 리드 보컬 | 재생 시간 |
| --- | -------------- | ----------- | --------- | --------- |
| 7.  | 〈Hey Joni〉   | 레날도      | 레날도    | 4:23      |
| 8.  | 〈Providence〉 | 마이크 와트 | 와트      | 2:41      |
| 9.  | 〈Candle〉     | 무어        | 무어      | 4:58      |
| 10. | 〈Rain King〉  | 레날도      | 레날도    | 4:39      |

| #   | 제목                                                                          | 작사                            | 리드 보컬                       | 재생 시간                  |
| --- | ----------------------------------------------------------------------------- | ------------------------------- | ------------------------------- | -------------------------- |
| 11. | 〈Kissability〉                                                               | 고든                            | 고든                            | 3:08                       |
| 12. | 〈Trilogy〉 - a) 〈The Wonder〉 - b) 〈Hyperstation〉 - z) 〈Eliminator Jr.〉 | 무어, 고든 - 무어 - 무어 - 고든 | 무어, 고든 - 무어 - 무어 - 고든 | 14:07 - 4:16 - 7:13 - 2:38 |